# Sikó János
Sikó János (1628. k. – Kolozsvár, 1654. február) református iskolamester.

## Élete
Apja, Sikó István, Illyefalván volt református lelkész. Tanulmányait Illyefalván kezdte, majd feltehetően Gyulafehérváron folytatta. Az akadémia elvégzése után 1647. augusztus 13-án a franekeri egyetemre iratkozott be, 1648. május 29-én pedig a leideni egyetemre. Még ebben az évben tovább ment az utrechti egyetemre, ahol többek között Gisbertus Voetius,  Johannes Hoornbeek és Henricus Regius tanította. A teológián kívül orvostudományi előadásokat is hallgatott. 
1652-ben tért vissza Erdélybe, ahol II. Rákóczi György – valószínűleg Csulai György püspök ajánlása alapján – a fejleszteni kívánt kolozsvári református iskola iskolamesterévé nevezte ki Porcsalmi András és Igaz Kálmán mellé. Fizetését a fejedelem állta, az egyházközség lakást biztosított számára. 1653-ban megbetegedett, és 1654 februárjában elhunyt. 1654. február 28-án a szabó- és szűcs céhek ifjúmesterei temették el a Házsongárdi temetőben.
Porcsalmi, Igaz és Sikó tanári tevékenységét Apáczai Csere János 1653. novemberi gyulafehérvári beköszöntő beszédében méltatta.

## Művei
- Dispvtationis Theologicae continentis Problemata Aliquot de Scriptum. Utrecht, 1649.
- Dispvtatio Theologica De Afflictionibvs. Utrecht, 1651.
- Vindiciae Pro Deitate Spiritus Sancti; Adversus Pneumatomachum, Johan. Bidellum, Anglum. Disputatio I. 11. & III. Franeker 1651.
- Medicatio duorum aegrorum, paronychia et combustione pedis laborantium. [A körömméreg tüneteiről, kórelőzményeiről] Ultrajecti, 1651. Változtatás nélkül megjelent Regius: Medicina et praxis medica (Utrecht, 1657) című kötetében.
- Négy vitairata (De Essentiae Dei Vnitate in Trinitate Personarum. De Persona Patris, & Filii.; De Essentiae Dei Vnitate in Trinitate Personarum. De Persona Filii, <fe Spiritus S. De Filii Dei vera Divinitate; De Filii Dei vera Divinitate. De Spiritus Sancti vera Divinitate.; De Filii & Spiritus S. Adoratione) Loci Mysterio S. S. Trinitatis gyűjtőcímen Johannes Cloppenburg: Exercitationes super locos communes theologicos (Franeker, 1653) című gyűjteményében jelent meg.